# Hispasat 36W-1
Hispasat 36W-1 (bis März 2016 Hispasat AG1) ist ein Kommunikationssatellit des spanischen Betreibers Hispasat. Er soll von dem geostationären Orbit 36º West aus Kommunikationsdienste für die Kanarischen Inseln und Südamerika anbieten.
Der Satellit startete am 28. Januar 2017 mit einer Sojus-Rakete vom Weltraumbahnhof Kourou aus ins All. Dies war der erste Sojus-Start von Französisch-Guyana aus in eine Geotransferbahn.
Der Satellit wurde von dem deutschen Raumfahrtkonzern OHB gebaut. Es ist der erste Satellit, der auf dem neuen Satellitenbus SmallGEO basiert, der auch für weitere Missionen Verwendung finden soll. Damit ist nach rund 25 Jahren wieder ein in Deutschland entwickelter und gebauter Telekommunikationssatellit ins All gestartet.
Hispasat 36W-1 besitzt 20 Transponder im Ku-Band und 3 im Ka-Band. Die Nutzlast des Satelliten wurde von Tesat-Spacecom geliefert.